# علي حسن العبادي
علي حسن عبد الله العبادي (1931 - 18 يناير 2022) أديب وشاعر وتربوي سعودي، يُعدُّ أحد مؤسسي نادي الطائف الأدبي، وتولى رئاسة النادي لأكثر من ثلاثين عاما.

## سيرته الشخصية
ولد العبادي في مكة المكرمة عام 1350 هجريًّا الموافق 1931 ميلاديًّا، وتلقى علومه بالمعهد العلمي السعودي فيها حيث نال شهادته العالية، بعدها التحق للعمل بمجال التدريس الذي أمضى فيه أكثر من أربعين سنة، حيث عمل مدرسًا في المدرسة المحمدية بمكة المكرمة، ثم انتقل إلى الخرمة وأسس مدرستها الأولى وتولى إدارتها، ثم عمل مديرًا لمدرسة الملك عبد العزيز بالطائف.

## مؤلفاته
نُشر للعبادي بعض شعره في المجلة العربية وجريدة المدينة، وكتب عمود (للبناء فقط) في جريدة الندوة تولى الإشراف على صفحة (ندوة الأدب) بها في ثمانينات القرن العشرين، ومن مؤلفاته:
- نظرات في الأدب والتاريخ والأنساب.
- المحفوظات والأناشيد لبعض السنوات الدراسية.
- ما هكذا يكتب الشعر (جزءان). استدراكات وتصويبات لغوية وعروضيَّة في بعض قصائد الشعراء.[4]

حصل على درع إمارة مدينة الطائف، والميدالية الذهبية من هيئة التدريس بمدرسة الملك عبد العزيز بالطائف.